# Sent Loís de Montferrand
Sent Loís de Montferrand (en francès Saint-Louis-de-Montferrand) és un municipi francès situat al departament de la Gironda i a la regió de la Nova Aquitània.

## Demografia
| 1962                                       | 1968  | 1975  | 1982  | 1990  | 1999  | 2007  |
| ------------------------------------------ | ----- | ----- | ----- | ----- | ----- | ----- |
| 993                                        | 1.165 | 1.078 | 1.340 | 1.808 | 1.840 | 2.030 |
| Des de 1962: població sense dobles comptes |       |       |       |       |       |       |

## Administració
| Període | Identitat        | Partit |
| ------- | ---------------- | ------ |
| 2001-   | Pierre Soubabère |        |